# Kistenpasshütte
Die Kistenpasshütte ist eine Berghütte der Sektion Winterthur des Schweizer Alpen-Clubs (SAC) im Kanton Glarus der Schweiz. Sie liegt am Kistenpass in den Glarner Alpen, südlich von Linthal am Fuss der Muttenbergen hoch über dem Limmerensee auf 2714 m ü. M.

## Geschichte
Die Kistenpasshütte klebt wie ein Adlerhorst am Felsen und bietet einen Tiefblick auf den Limmernstausee sowie eine Aussicht auf Selbsanft, Bifertenstock, Tödi bis zum Kaiserstock (SZ). Die Hütte wurde ursprünglich von der Schweizer Armee erbaut, die bei Brigels einen Stützpunkt betrieb. 1992 verkaufte die Armee die Hütte der Sektion Winterthur des SAC für 4000 Franken. Die Hütte bietet 14 Schlafplätze und ist ab Juli bis Mitte September durchgehend bewartet. In der übrigen Zeit ist sie geschlossen.

## Zustiege
Die neue markierte Wegführung zwischen Latten und Kistenpasshütte führt von Latten durch die mit Ketten ausgerüstete Felspassage zur Kistenpasshütte und von dort über die Eisentreppe hoch Richtung Kistenpass oder umgekehrt, T3.  

### Vom Tierfehd
- Mit der Luftseilbahn von Tierfehd nach Kalktrittli in 7 ½ Minuten (während den Betriebszeiten in Selbstbedienung).[5] Von der Bergstation „Kalktrittli – Muttseehütte“ führt der ausgebaute Wanderweg in rund 4 Stunden zur Kistenpasshütte (T3). Zur Talstation Tierfehd (6 km vom Bahnhof Linthal GL) mit dem Auto oder per Alpentaxi.

### Von Linthal über die Muttseehütte
- Ausgangspunkt: Linthal (662 m), Tierfehd (805 m) oder Kalktrittli (1860 m)
- Via: Pantenbrugg, Baumgarten, Nüschenegg, Muttenwändli
- Schwierigkeit: Wanderweg weiss-rot-weiss markiert
- Zeitaufwand: bis zur Muttseehütte 6½ Stunden von Linthal, 5 Stunden von Tierfehd oder 2½ Stunden vom Kalktrittli, von der Muttseehütte zur Kistenpasshütte 1½ Stunden
- Alternative: Linthal, Auengüeter, Bodenberg, Obbortberg

### Von Breil/Brigels
- Ausgangspunkt: Breil/Brigels (1280 m)
- Via: Alp da Stiarls, Rubi Sut, Rubi Sura, Kistenpass (2640 m)
- Schwierigkeit: Wanderweg weiss-rot-weiss markiert, T3.
- Zeitaufwand: 5 Stunden
- Alternative: Alp Quader (1906 m, Ende der Fahrstrasse ab Breil/Brigels), Cuolm da Rubi, Rubi Sura (-1½ Stunden)

### Von Elm
- Ausgangspunkt: Elm (977 m) bzw. Wichlenberg (1297 m)
- Via: Panixerpass (2407 m), Forcla da Gavirolas (2528 m), Falla Lenn (2578 m), Kistenpass (2640 m)
- Schwierigkeit: T2-T3, als Wanderweg weiss-rot-weiss markiert
- Zeitaufwand: 11 Stunden von Elm, 9½ Stunden von Wichlenberg

### Von Linthal über den Vorstegstock
- Ausgangspunkt: Linthal (662 m)
- Via: Vorstegstock (2678 m), westlich am Scheidstöckli vorbei auf dem Grat (2742 m), westlich am Muttsee vorbei
- Schwierigkeit: T3-T4
- Zeitaufwand: 6 Stunden
- Alternative: Vom Grat (2742 m) Rüchi (2850 m) und Nüschenstock (2893 m) überschreiten (+1 Stunde, T3-T4 SAC-Wanderskala)

## Benachbarte Hütten

### Muttseehütte
- Ziel: Muttseehütte (2501 m)
- Zeitaufwand: 1½ Stunden

### Bifertenhütte
- Ziel: Bifertenhütte (2482 m)
- Route: Kistenpasshütte (2714 m), Kistenpass (2640 m)
- Zeitaufwand: 45 Minuten

### Panixerpasshütte
- Ziel: Panixerpasshütte (2407 m)
- Route: Kistenpasshütte (2714 m), Kistenpass (2640 m), Falla Lenn (2578 m), Forcla da Gavirolas (2528 m), Panixerpass (2407 m)
- Schwierigkeit: T3 SAC-Wanderskala, als Wanderweg weiss-rot-weiss markiert
- Zeitaufwand: rund 4 Stunden

### Claridenhütte via Muttseehütte
- Ziel: Claridenhütte (2457 m)
- Route: Muttenwändli, Nüschegg, Baumgarten, Pantenbrugg (988 m), Schwämmliwald
- Schwierigkeit: T3, als Wanderweg weiss-rot-weiss markiert
- Zeitaufwand: 9 ½ Stunden
- Alternativen: Von Kalktrittli nach Tierfehd kann mit der Seilbahn der Kraftwerke Linth-Limmern gefahren werden.

### Camona da Punteglias
- Ziel: Camona da Punteglias (2311 m)
- Route: Kistenpasshütte (2714 m), Kistenpass (2640 m), Rubi Sura, Rubi Sut (1626 m), Frisal, Barcun Frisal Sut (2804 m)
- Schwierigkeit: WS
- Zeitaufwand: 7 Stunden
- Bemerkungen: Westseite des Barcun Frisal Sut ist mit Drahtseilen gesichert. Schuttbesetzte Steilkehle ist für Gruppen ungünstig.

## Gipfelziele
- Nüschenstock (2893 m)
- Rüchi (2850 m)
- Scheidstöckli (2809 m)
- Hintersulzhorn (2738 m)
- Ruchi (3107 m)
- Hausstock (3158 m)
- Muttenstock (3089 m)
- Muttenbergen (2956 m)